# Gninga Chaning Zenaba
Gninga Chaning Zenaba, née en juillet 1988 à Mayumba, au Gabon, est une femme d'affaires et figure politique gabonaise, candidate à l'élection présidentielle de 2025. Elle est nommée Ministre de l'Entrepreneuriat, du Commerce et des PMI-PME dans le 1er gouvernement de la Vè République Gabonaise. 

## Biographie
Gninga Chaning Zenaba nait en juillet 1988. Elle est originaire de Mayumba, dans le sud du Gabon, et appartenant à l'ethnie vili, Gninga Chaning Zenaba diversifie ses activités professionnelles. 
Entre 2018 et 2020, elle dirige en France, à Nice, l'entreprise Vitrerie Miroiterie Siliquini, spécialisée dans le travail du verre et des miroirs. Par la suite, elle investit dans les secteurs de l'immobilier, de l'événementiel et de la beauté au Gabon, témoignant d'un profil entrepreneurial varié.

### Parcours Politique et Campagne Présidentielle 2025
Le 7 février 2025, Gninga Chaning Zenaba annonce sa candidature à l'élection présidentielle gabonaise à travers une vidéo diffusée sur Facebook. Se présentant comme candidate indépendante, elle expose une plateforme axée sur : la construction de 50 établissements scolaires, la formation professionnelle de 10 000 jeunes, la réforme de la Caisse nationale d'assurance maladie et de garantie sociale (CNAMGS), La construction d'hôpitaux de référence, le développement de logements sociaux, la réduction des taxes pour les entreprises locales et l'engagement à lutter contre la corruption.
Sa candidature rejetée par la Commission nationale d'organisation et de coordination des élections et du référendum (CNOCER), le 21 mars 2025, sa candidature est validée par la Cour constitutionnelle comme celle d'Axel Stophène Ibinga et Alain Simplice Boungoueres,,,,. 
En tant que seule femme parmi les huit candidats, sa campagne, lancée le 29 mars 2025 et s’achève le 11 avril, met en avant les thèmes de l'équité, de l'égalité et de la responsabilité,,,. Elle se positionne dans un contexte électoral dominé par des personnalités masculines établies, telles que Brice Clotaire Oligui Nguema, président de la transition et Alain-Claude Bilie-By-Nze, ancien Premier ministre.
Le 13 avril 2025, d’après les résultats du scrutin, elle obtient 2 732 voix (0,32 %).
Le Lundi 05 Mai 2025, elle est nommée Ministre de l'Entrepreneuriat, du Commerce et des PME par décret présidentiel.